# Thoury
Thoury – miejscowość i gmina we Francji, w Regionie Centralnym, w departamencie Loir-et-Cher.
Według danych z 1990 r. gminę zamieszkiwały 362 osoby, a gęstość zaludnienia wynosiła 23 osoby/km² (wśród 1842 gmin Regionu Centralnego Thoury plasuje się na 787. miejscu pod względem liczby ludności, natomiast pod względem powierzchni na miejscu 850.).